# Cincão Esporte Clube
O Cincão Esporte Clube (conhecido como Cincão e cujo acrônimo é CEC) foi um clube de futebol brasileiro da cidade de Londrina, no estado do Paraná. O nome da agremiação fazia uma referência à região dos Cinco Conjuntos, localizada no norte do município. Suas cores eram o Vermelho e Branco, sendo seu Estádio o Café, com capacidade para 36.000 pessoas.

## História
Criada na década de 1970, a região dos Cinco Conjuntos em Londrina compreende cerca de 41.285 moradores, sendo a mais populosa do município. Levando em consideração tais fatos e desapontado com a situação do LEC na época, o empresário Gilberto Ponce lança o projeto de fundar um clube de futebol no local. A ideia inicial era de reativar o Esporte Clube Londrina, o que foi vetado em virtude da semelhança com o nome do Londrina Esporte Clube, entretanto ficou decido pela não mudança de sede, e sim na nomenclatura, nascia assim o Cincão Esporte Clube, no segundo semestre de 2010, data do registro oficial junto à Federação Paranaense de Futebol.
Suas primeiras competições foram por categorias inferiores ano de 2011, como a Liga Metropolitana. Posteriormente, disputa o Campeonato Paranaense Sub-20, e chega até a terceira fase. Em agosto, jogou sua primeira competição internacional, o Torneio Cotif 2011 na cidade de L'Alcúdia, na Espanha, e apesar de não obter um bom desempenho seu técnico Evandro Guimarães, foi eleito como o melhor do certame.
No mesmo ano, um fato de grande relevância ocorre na história da agremiação, sua estreia no profissionalismo, fato concretizado quando é confirmada a participação na Terceira Divisão Paranaense de 2011. O resultado foi um vice campeonato, o que lhe garantiu o acesso a Segunda divisão do estadual.
Já em 2012, disputa a Divisão de Acesso, e embalado pelo bom rendimento no ano anterior, o time do treinador Gilberto Papagaio, faz ótima campanha e termina como segundo colocado, porém em virtude do uso de um jogador irregular em dois jogos, foi denunciado pelo TJD-PR e posteriormente punido pelo STJD, com a perda de oito pontos, inviabilizando sua vaga na elite do futebol do Paraná em 2013.
Apesar de ser considerado por muitos, um clube essencialmente de formação de atletas, obteve resultados expressivos em competições profissionais no âmbito estadual. Em 27 de maio de 2014, uniu-se com o Roma Esporte Apucarana, a fim de formar o Apucarana Sports. Em 2018, o terreno do clube voltou para a posse da prefeitura de Londrina.